# Чернівціобленерго
АТ «Чернівціобленерго» — компанія з офісом у Чернівцях, що займається розподіленням, транспортуванням та постачанням електроенергії у Чернівецькій області. 
Мажоритарним власником компанії (як і ще 11 обленерго) є російський олігарх і довірена особа Путіна Олександр Бабаков.

## Історія
У 1998 році на базі Чернівецького обласного підприємства електричних мереж утворено ВАТ "Енергопостачальна компанія «Чернівціобленерго», яка стала правонаступником підприємств, які ввійшли до її складу в процесі реорганізації: обласне підприємство сільських електромереж, підприємство високовольтних електромереж, обласне підприємство енергозбуту. У 2018 році компанію перейменовано на АТ «Чернівціобленерго».

### Атака під час російсько-української війни
Під час російсько-української війни, що почалася з анексії Криму в 2014 році, інформаційно-обчислювальні системи України ставали об'єктами атак з боку Росії. 23 грудня 2015 року російським зловмисникам вдалось успішно атакувати комп'ютерні системи управління в диспетчерській «Прикарпаттяобленерго» та вимкнули близько 30 підстанцій, залишивши близько 230 тисяч мешканців без світла протягом однієї-шести годин. Ця атака стала першою у світі підтвердженою атакою, спрямованою на виведення з ладу енергосистеми, також було атаковано Чернівціобленерго.

## Структура
До складу АТ «Чернівціобленерго» входять:
- Вижницький РЕМ;
- Глибоцький РЕМ;
- Герцаївський РЕМ;
- Заставнівський РЕМ;
- Кельменецький РЕМ;
- Кіцманський РЕМ;
- Новоселицький РЕМ;
- Сокирянський РЕМ;
- Сторожинецький РЕМ;
- Путильський РЕМ;
- Хотинський РЕМ;
- Чернівецький РЕМ[8].

## Діяльність
Загальна протяжність ліній електропередачі, які обслуговує компанія — 16 675 км, із них кабельних ліній — 381 км. Кількість трансформаторних підстанцій — 3 282 шт. Обслуговується 12 тис. промислових, сільськогосподарських та більше 320 тис. побутових абонентів.

## Розслідування
Влітку 2023 року, ДБР викрило десятки компаній, афілійованих з російськими власниками, діяльність яких підпадала під дію пункту 11 частини першої статті 4 Закону України «Про санкції». Серед кінцевих бенефіціарів цих комерційних структур знаходилися одіозні російські олігархи та особи наближені до Кремля. Вищий антикорупційний суд України за матеріалами ДБР розглянув та прийняв низку рішень про застосування санкцій до комерційних структур та їх власників. ВАКС також заарештував активи та розглядає питання націоналізації стосовно АТ «Чернівціобленерго» (96,8 %).